# Mr. & Mrs. Bridge
Mr. & Mrs. Bridge és una pel·lícula britànico-estatunidenca dirigida per James Ivory basada en la novel·la homònima d'Evan S. Connell i estrenada el 1990; es va presentar en la secció competitiva del Festival de Venècia el setembre de 1990.

## Argument
La pel·lícula explica una vida familiar tradicional a la història en el Country Club District de Kansas City (Missouri), durant els anys 1930 i 1940. Els Bridges lluiten amb costums que canvien i expectatives. Mr. Bridge, interpretat per Paul Newman, és un advocat que es resisteix a la rebel·lió dels seus fills contra els valors conservadors que tant estima. Mrs. Bridge, interpretada per Joanne Woodward, treballa per mantenir una vista Pollyanna del món en contra de la distància emocional del seu marit i l'ànsia dels seus fills d'adoptar una vista mundial més moderna que la seva pròpia.
La pel·lícula presenta Blythe Danner com l'amic preocupat de Mrs. Bridge, Simon Callow com un psiquiatre estranger que els Bridge troben desagradable, Saundra McClain com la criada dels Bridge, i Kyra Sedgwick, Robert Sean Leonard, i Margaret Welsh com els fills dels Bridge. Es va filmar totalment en exteriors a Kansas City (Missouri), París (França), i Ottawa (Canadà).
Joanne Woodward va ser nominada per l'Oscar a la millor actriu.

## Repartiment
- Paul Newman: Walter Bridge
- Joanne Woodward: India Bridge
- Blythe Danner: Grace Barron
- Simon Callow: Dr. Alex Sauer
- Robert Sean Leonard: Douglas Bridge adolescent

## Nominacions
- 1991 Oscar a la millor actriu per Joanne Woodward[4]
- 1991 Globus d'Or a la millor actriu dramàtica per Joanne Woodward[5]